# روي جورداو
روي جورداو (بالبرتغالية: Rui Jordão‏) ، من مواليد 9 أغسطس 1952، لاعب كرة قدم برتغالي سابق.
لعب مع منتخب البرتغال لكرة القدم.

## روابط خارجية
- روي خورداو على موقع الاتحاد الأوربي (الإنجليزية)
- روي خورداو على موقع قاعدة بيانات كرة القدم.إي يو (الإنجليزية)
- روي خورداو على موقع ناشيونال فوتبول تيمز (الإنجليزية)